# Interstate 110 (Californie)
Pour les articles homonymes, voir Interstate 110.
L'Interstate 110 (I-110), aussi connue sous le nom de Harbor Freeway, est une Interstate Highway du sud du comté de Los Angeles, en Californie, qui fait partie du California Freeway and Expressway System. Sur une cinquantaine de kilomètres, elle relie le port de Los Angeles à la ville de Pasadena.
Elle est gérée par le département des Transports de Californie (Caltrans).

## Description du tracé
L'Interstate 110 fait partie du California Freeway and Expressway System, ainsi que du National Highway System, un réseau d'autoroutes qui sont considérées comme essentielles pour l'économie, la défense et la mobilité du pays par la Federal Highway Administration.

### Harbor Freeway

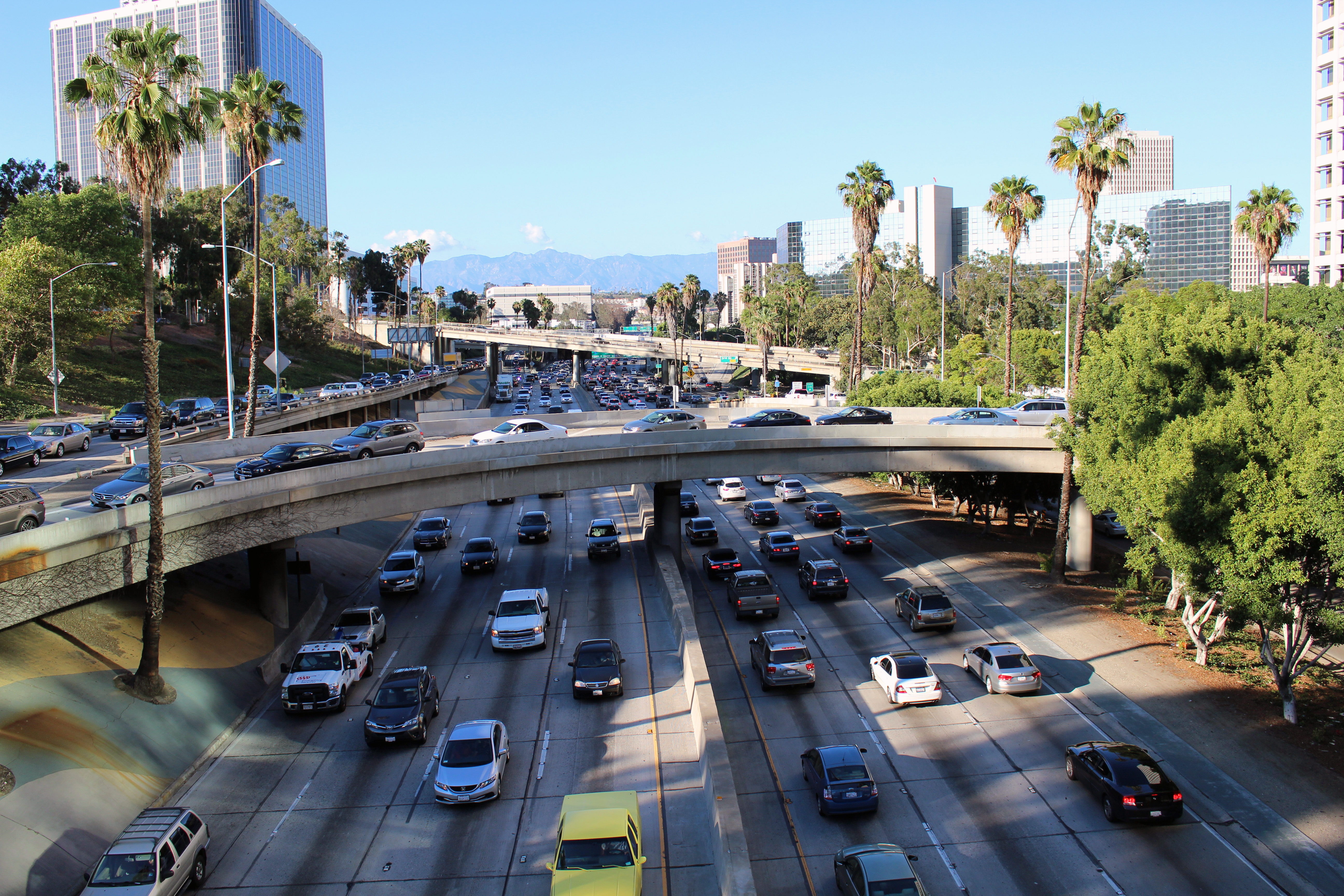
La Harbor Freeway est fréquemment congestionnée durant les heures de pointe

La Harbor Freeway, indiquée comme I-110, commence à Gaffey Street à San Pedro, d'où elle se dirige vers le nord jusqu'à la Santa Monica Freeway (I-10) au sud du centre-ville de Los Angeles.
La Harbor Freeway ainsi que la Long Beach Freeway (I-710), sont les principaux accès pour le cargo depuis le Port de Los Angeles jusqu'aux voies ferrées ainsi qu'aux entrepots plus loin dans les terres. Son échangeur avec la Santa Monica Freeway est fréquemment congestionné.

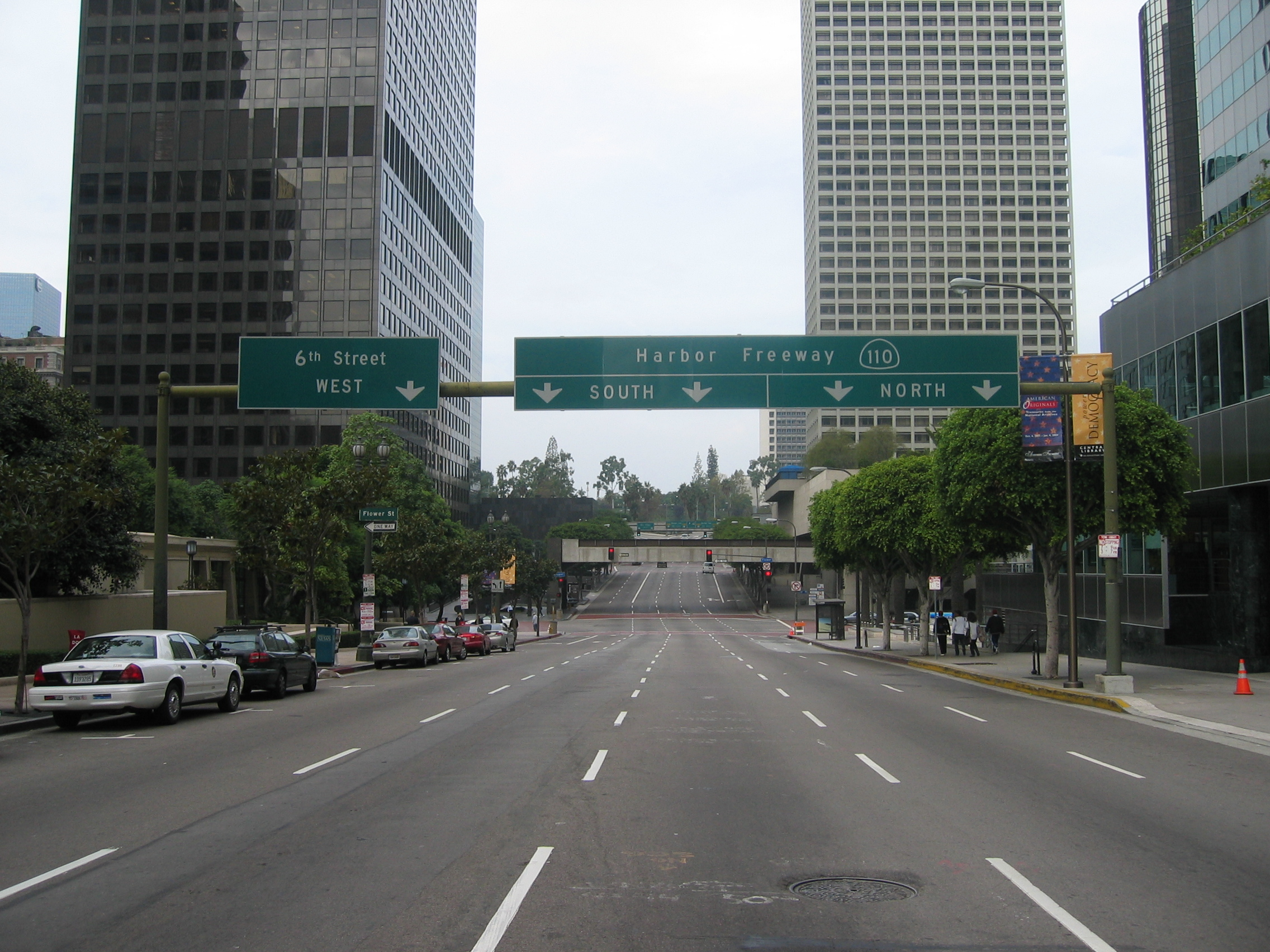
Entrée sur la Harbor Freeway au centre-ville de Los Angeles

#### Harbor Transitway
De plus, la Harbor Transitway, un système de voies séparées réservées aux autovus et aux HOV longe le tracé principal, en son centre, et ce, entre la SR 91 (en) et le sud du centre-ville. Elle supporte aussi la ligne J du métro.

#### Landmarks

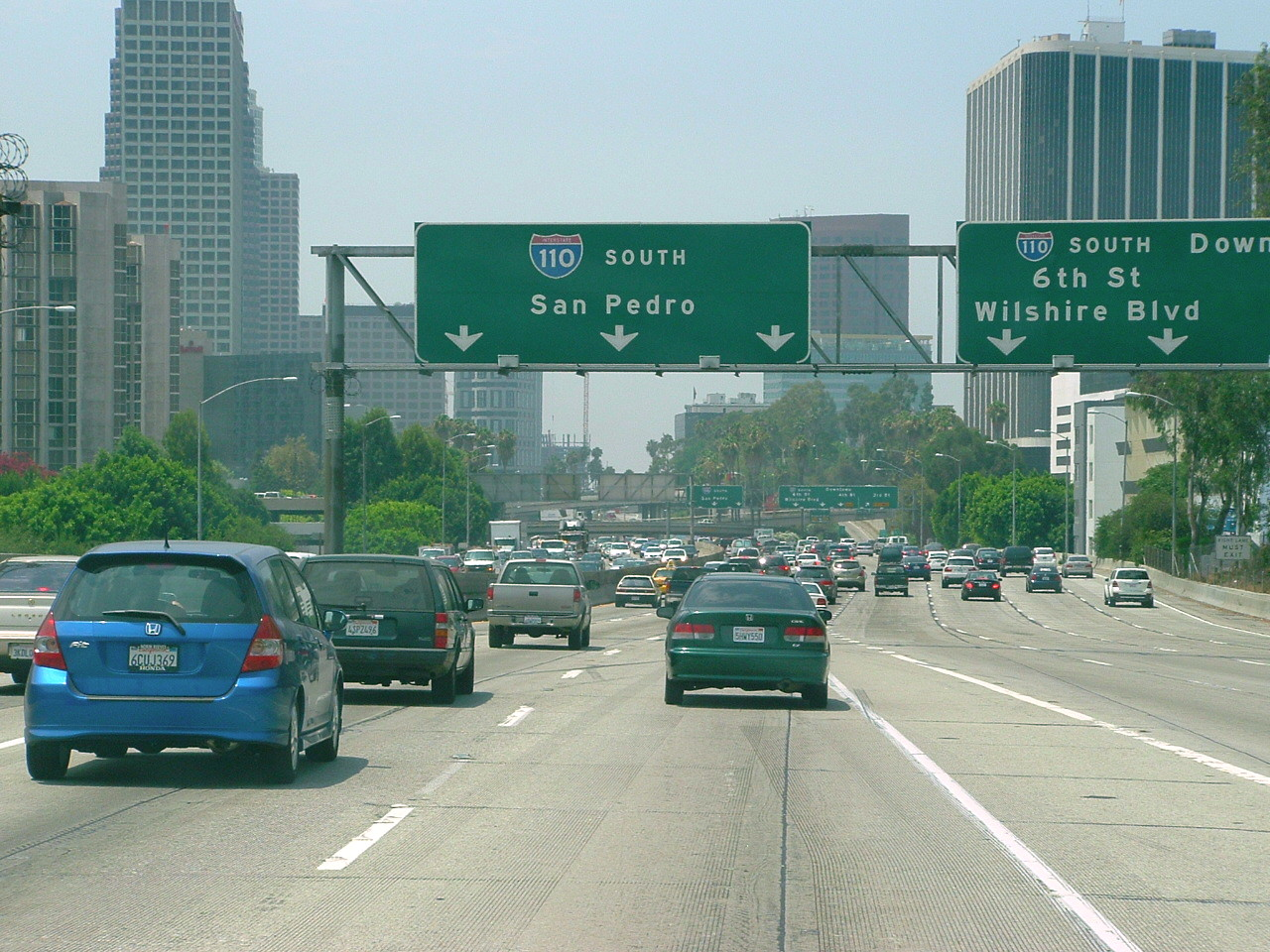
La Harbor Freeway en direction sud

Parmi les lieux notables le long de l'autoroute se trouve l'université d'État de Californie, Dominguez Hills ; Watts Towers; Exposition Park (incluant le Colisée Mémorial de Los Angeles) l'université du Sud de la Californie ; le Staples Center ; les gratte-ciels du centre-ville et le Los Angeles Convention Center.
La Harbor Freeway présente des voies pour HOV au-dessus du trafic régulier dans plusieurs secteurs.

### Arroyo Seco Parkway
Article principal: Arroyo Seco Parkway § Description du tracé
Au nord, l'I-110 continue en tant qu'Arroyo Seco Parkway depuis la US 101 jusqu'à Pasadena. À partir du centre-ville, elle passe à travers Elysian Park, où les voies en direction nord empruntent les quatre tunnels de Figueroa Street et où les voies en direction sud traversent une série de ponts d'étagement. Après avoir traversé la Los Angeles River et la Golden State Freeway (I-5), le tracé longe la rivière Arroyo Seco vers Pasadena.

## Liste des sorties
| Interstate 110                                  |                                  |       |                                     |                                                                                | | |
| Comté                                           | Municipalité                     | mi    | km                                  | Sortie                                                                         | Intersections / Destinations | Notes |
| Los Angeles                                     | San Pedro                        | 0,00  | 0,00                                |                                                                                | Gaffey Street – San Pedro | Terminus sud de I-110 / Harbor Freeway                                                                                                   |
| Los Angeles                                     | San Pedro                        | 0,00  | 0,00                                | 1A                                                                             | SR 47 (en) (Pont Vincent Thomas) – Terminal Island, Long Beach                                                                                               | Sortie 1B de SR 47 |
| Los Angeles                                     | San Pedro                        | 1,23  | 1,98                                | 1B                                                                             | Channel Street / Pacific Avenue | Pas d'entrée direction sud |
| Los Angeles                                     | San Pedro                        | 2,77  | 4,46                                | 3A                                                                             | Harry Bridges Boulevard | |
| Los Angeles                                     | San Pedro                        | 3,26  | 5,25                                | 3B                                                                             | Anaheim Street | |
| Los Angeles                                     | San Pedro                        | 4,06  | 6,53                                | 4                                                                              | SR 1 (Pacific Coast Highway) – Torrance, Beach Cities | |
| Los Angeles                                     | West Carson                      | 5,45  | 8,77                                | 5                                                                              | Sepulveda Boulevard | |
| Los Angeles                                     | West Carson                      | 6,52  | 10,49                               | 7A                                                                             | 223rd Street | Accès direction nord via sortie 7 |
| Los Angeles                                     | West Carson                      | 7,02  | 11,30                               | 7B                                                                             | Carson Street | Indiqué sortie 7 en direction nord |
| Los Angeles                                     | West Carson                      | 7,74  | 12,46                               | 8                                                                              | Torrance Boulevard | |
| Los Angeles                                     | Limite Carson – Los Angeles      | 8,78  | 14,13                               | 9                                                                              | I-405 (San Diego Freeway) / 190th Street – Santa Monica, Long Beach                                                                                          | 190th Street non indiqué en direction nord; sortie 37 de l'I-405 en direction nord, sortie 37A en direction sud                          |
| Los Angeles                                     | Los Angeles                      | 9,87  | 15,88                               | 10                                                                             | SR 91 (en) (Gardena Freeway) – Beach Cities, Riverside | Indiqué sortie 10A (est) et 10B (ouest) en direction nord; sortie 6 de SR 91                                                             |
| Los Angeles                                     | Los Angeles                      |       |                                     | —                                                                              | Voies express de l'I-110 | Terminus sud des voies express |
| Los Angeles                                     | Los Angeles                      | —     | Centre de transit de Harbor Gateway | Accès aux voies express seulement; sortie direction sud, entrée direction nord | | |
| Los Angeles                                     | Los Angeles                      | 11,24 | 18,09                               | 11                                                                             | Redondo Beach Boulevard | |
| Los Angeles                                     | Los Angeles                      | 11,89 | 19,14                               | 12                                                                             | Rosecrans Avenue | |
| Los Angeles                                     | Los Angeles                      | 12,90 | 20,76                               | 13                                                                             | El Segundo Boulevard | |
| Los Angeles                                     | Los Angeles                      | 13,82 | 22,24                               | 14A                                                                            | I-105 (Glenn Anderson Freeway) – Norwalk, Aéroport de Los Angeles                                                                                            | Échangeur Judge Harry Pregerson; indiqué sortie 14A (est) et 14B (ouest) en direction nord; sortie 7B de l'I-105                         |
| Los Angeles                                     | Los Angeles                      |       |                                     | —                                                                              | I-105 est | Accès par les voies express seulement; sortie direction sud, entrée direction nord                                                       |
| Los Angeles                                     | Los Angeles                      | 13,97 | 22,48                               | 14B                                                                            | Imperial Highway | |
| Los Angeles                                     | Los Angeles                      |       |                                     | —                                                                              | I-105 ouest – Aéroport de Los Angeles | Accès par les voies express seulement; sortie direction sud, entrée direction nord                                                       |
| Los Angeles                                     | Los Angeles                      | 14,97 | 24,09                               | 15                                                                             | Century Boulevard | Pas d'entrée en direction sud |
| Los Angeles                                     | Los Angeles                      | 15,98 | 25,72                               | 16                                                                             | Manchester Avenue | |
| Los Angeles                                     | Los Angeles                      | 16,98 | 27,33                               | 17                                                                             | Florence Avenue | |
| Los Angeles                                     | Los Angeles                      | 17,51 | 28,18                               | 18A                                                                            | Gage Avenue | |
| Los Angeles                                     | Los Angeles                      | 17,98 | 28,94                               | 18B                                                                            | Slauson Avenue | |
| Los Angeles                                     | Los Angeles                      | 18,50 | 29,77                               | 19A                                                                            | 51st Street | Sortie direction sud, entrée direction nord                                                                                              |
| Los Angeles                                     | Los Angeles                      | 19,00 | 30,58                               | 19B                                                                            | Vernon Avenue | Indiqué sortie 19 en direction nord |
| Los Angeles                                     | Los Angeles                      | 19,50 | 31,28                               | 20A                                                                            | Martin Luther King Jr. Boulevard – Los Angeles Memorial Coliseum, Exposition Park, Banc of California Stadium                                                | Anciennement Santa Barbara Avenue |
| Los Angeles                                     | Los Angeles                      |       |                                     | —                                                                              | 39th Street – Coliseum | Voies express seulement; sortie direction nord, entrée direction sud                                                                     |
| Los Angeles                                     | Los Angeles                      | 20,00 | 32,19                               | 20B                                                                            | 37th Street / Exposition Boulevard | |
| Los Angeles                                     | Los Angeles                      |       |                                     | —                                                                              | Voies express de l'I-110 | Terminus nord des voies express |
| Los Angeles                                     | Los Angeles                      | —     | Adams Boulevard / Figueroa Street   | Voies express seulement; sortie direction nord, entrée direction sud           | | |
| Los Angeles                                     | Los Angeles                      | 20,71 | 33,33                               | 20C                                                                            | Adams Boulevard | |
| Los Angeles                                     | Los Angeles                      | 21,44 | 34,50                               | 21                                                                             | I-10 (Santa Monica Freeway) / Washington Boulevard – Santa Monica, San Bernardino                                                                            | Terminus nord de l'I-110; terminus sur de SR 110; pas de sortie direction nord vers Washington Boulevard; sortie 13A-B de l'I-10         |
| Los Angeles                                     | Los Angeles                      | 21,76 | 35,02                               | 22A                                                                            | Pico Boulevard / Olympic Boulevard – Centre-ville de Los Angeles                                                                                             | Accès direction nord fait partie de la sortie 21                                                                                         |
| Los Angeles                                     | Los Angeles                      | 22,36 | 35,98                               | 22B                                                                            | James M. Wood Boulevard / 9th Street / 8th Street | Indiqué sortie 22 direction nord; James M. Wood non indiqué en direction sud; 8th Street non indiqué en direction nord                   |
| Los Angeles                                     | Los Angeles                      | 22,83 | 36,74                               | 23A                                                                            | 6th Street / Wilshire Boulevard | |
| Los Angeles                                     | Los Angeles                      | 23,04 | 37,08                               | 23B                                                                            | 4th Street | |
| Los Angeles                                     | Los Angeles                      | 23,04 | 37,08                               | 23C                                                                            | 3rd Street | |
| Los Angeles                                     | Los Angeles                      | 23,73 | 38,19                               | 24A                                                                            | US 101 vers I-5 sud (Santa Ana Freeway) / I-10 est (San Bernardino Freeway) / SR 60 (en) est (Pomona Freeway) – Hollywood, Santa Ana, San Bernardino, Pomona | Terminus nord de Harbor Freeway; terminus sud de Arroyo Seco Parkway; sortie 3 de l'US 101 en direction nord, sortie 3A en direction sud |
| Los Angeles                                     | Los Angeles                      | 23,96 | 38,56                               | 24B                                                                            | Sunset Boulevard | Sortie direction sud, entrée direction nord                                                                                              |
| Los Angeles                                     | Los Angeles                      | 24,55 | 39,51                               | 24C                                                                            | Hill Street – Chinatown, Civic Center | Pas d'entrée direction sud; indiqué sortie 24B en direction nord                                                                         |
| Los Angeles                                     | Los Angeles                      | 24,73 | 39,80                               | 24D                                                                            | Stadium Way – Dodger Stadium | Indiqué sortie 24B en direction nord |
| Los Angeles                                     | Los Angeles                      | 24,90 | 40,07                               | Tunnel Figueroa Street #1 (en); direction nord seulement                       | Tunnel Figueroa Street #1 (en); direction nord seulement | Tunnel Figueroa Street #1 (en); direction nord seulement                                                                                 |
| Los Angeles                                     | Los Angeles                      | 25,04 | 40,30                               | 25                                                                             | Solano Avenue / Academy Road | |
| Los Angeles                                     | Los Angeles                      | 25,14 | 40,46                               | Tunnel Figueroa Street #2 - 4 (en); direction nord seulement                   | Tunnel Figueroa Street #2 - 4 (en); direction nord seulement                                                                                                 | Tunnel Figueroa Street #2 - 4 (en); direction nord seulement                                                                             |
| Los Angeles                                     | Los Angeles                      | 25,48 | 41,01                               | 26A                                                                            | I-5 nord (Golden State Freeway) – Sacramento | Sortie à gauche en direction nord; entrée direction sud; sortie 137B de l'I-5 en direction sud                                           |
| Los Angeles                                     | Los Angeles                      | 25,78 | 41,49                               | 26B                                                                            | Figueroa Street | Sortie à gauche en direction nord; entrée direction sud                                                                                  |
| Los Angeles                                     | Los Angeles                      | 25,91 | 41,70                               | 26A                                                                            | Avenue 26 | Sortie direction sud, entrée direction nord; ancienne SR 163                                                                             |
| Los Angeles                                     | Los Angeles                      | 26,12 | 42,04                               | 26B                                                                            | I-5 (Golden State Freeway) – Santa Ana | Sortie direction sud, entrée direction nord; sortie 137B de l'I-5 en direction sud; sortie 137A en direction nord                        |
| Los Angeles                                     | Los Angeles                      | 27,12 | 43,65                               | 27                                                                             | Avenue 43 | |
| Los Angeles                                     | Los Angeles                      | 28,05 | 45,14                               | 28A                                                                            | Avenue 52 | |
| Los Angeles                                     | Los Angeles                      | 28,38 | 45,67                               | 28B                                                                            | Via Marisol | |
| Los Angeles                                     | Los Angeles                      | 28,76 | 46,28                               | 29                                                                             | Avenue 60 | |
| Los Angeles                                     | Los Angeles                      | 29,28 | 47,12                               | 30A                                                                            | Marmion Way / Avenue 64 | Sortie direction nord, entrée direction sud                                                                                              |
| Los Angeles                                     | Los Angeles                      | 29,50 | 47,48                               | 30                                                                             | York Boulevard | Sortie et entrée direction sud |
| Los Angeles                                     | Los Angeles                      | 30,10 | 48,44                               | 30B                                                                            | Bridewell Street | Sortie direction nord seulement |
| Los Angeles                                     | South Pasadena                   | 30,59 | 49,23                               | 31A                                                                            | Orange Grove Avenue | |
| Los Angeles                                     | Limite South Pasadena – Pasadena | 31,17 | 50,16                               | 31B                                                                            | Fair Oaks Avenue | Pas d'entrée en direction nord |
| Los Angeles                                     | Pasadena                         | 31,91 | 51,35                               |                                                                                | Glenarm Street – Metro Rail | |
| Los Angeles                                     | Pasadena                         | 31,91 | 51,35                               | Arroyo Parkway – Metro Rail, Rose Bowl, Bibliothèque Huntington                | Continue au-delà de Glenarm Street | |
| - Péage - Accès incomplet - Transition de route |                                  |       |                                     |                                                                                | | |